# Eutelia gabriela
Eutelia gabriela är en fjärilsart som beskrevs av George Francis Hampson 1912. Eutelia gabriela ingår i släktet Eutelia och familjen nattflyn. Inga underarter finns listade i Catalogue of Life.